# Élan Sportif Chalonnais
Élan Sportif Chalonnais ist ein französischer Basketballverein, der in der Stadt Chalon-sur-Saône beheimatet ist. Der Verein wurde 1970 gegründet und trägt derzeit seine Heimspiele im Le Colisée mit 4.540 Plätzen aus. Die Mannschaft spielt seit 1996 in der Ligue Nationale de Basket Pro A.

## Erfolge
National
- Französischer Meister: 2012, 2017
- Französischer Pokalsieger (2): 2011, 2012
- Sieger der Semaine des As: 2012

International
- Finalist Saporta Cup: 2001
- Finalist EuroChallenge: 2012
- Finalist FIBA Europe Cup: 2017